# Gabriele Gnani
Gabriele Gnani (17 de mayo de 1964) es un expiloto de motociclismo italiano.

## Biografía
Gabriele Gnani inicia su carrera en 1983 tomando parte en el Campeonato Italiano de velocidad Junior con una Derbi 50. La dificultad de poder encontrar una motocicleta para correr Campeonato del Mundo de Motociclismo, empuja a Gnani a construir una moto artesanal, por lo que se inscribe en 80cc en 1988 con una moto que lleva su apellido, liderado por el propio Gnani. Inmediatamente obtuvo resultados significativos, logrando 36 puntos y la décima posición en la clasificación mundial. En la temporada 1989, siempre corriendo en 80cc, mejora los resultados de la temporada de debut, obteniendo el primer y único podio de su carrera en el Mundial (gracias al segundo lugar en GP de las Naciones) y el quinto lugar en ela clasificación general de pilotos con 45 puntos. En 1990, Gnani, considerando también la supresión de la categoría de 80, decidió trasladarse (siempre con una motocicleta construida por él) a 125cc, aunque no pudo clasificarse para las carreras del domingo.
En la carrera de Gnani, además de su participación en el campeonato mundial, cabe destacar los seis campeonatos austriacos ganados (2002, 2004, 2005, 2007, 2008 y 2009). y siete veces campeón europeo Alps Adria (2002, 2004, 2005, 2007, 2008, 2009 y 2015), todos obtenidos con motocicletas construidas y preparadas por Gnani.
Gracias al segundo puesto obtenido en 2007 en el Campeonato Europeo de Motociclismo de 125, fue premiado con la Medalla de Bronce del valor atlético italiano.

## Resultados de carrera

### Campeonato del Mundo de Motociclismo

#### Carreras por año
Sistema de puntos desde 1969 a 1987:
| Posición | 1.º | 2.º | 3.º | 4.º | 5.º | 6.º | 7.º | 8.º | 9.º | 10.º |
| Puntos   | 15  | 12  | 10  | 8   | 6   | 5   | 4   | 3   | 2   | 1    |

Sistema de puntos desde 1988 a 1992:
| Posición | 1.º | 2.º | 3.º | 4.º | 5.º | 6.º | 7.º | 8.º | 9.º | 10.º | 11.º | 12.º | 13.º | 14.º | 15.º |
| Puntos   | 20  | 17  | 15  | 13  | 11  | 10  | 9   | 8   | 7   | 6    | 5    | 4    | 3    | 2    | 1    |

(Carreras en negrita indica pole position, carreras en cursiva indica vuelta rápida)
| Año  | Clase | Equipo | Moto    | 1     | 2       | 3      | 4       | 5       | 6     | 7       | 8     | 9       | 10      | 11      | 12    | 13    | Pts. | Pos. |
| ---- | ----- | ------ | ------- | ----- | ------- | ------ | ------- | ------- | ----- | ------- | ----- | ------- | ------- | ------- | ----- | ----- | ---- | ---- |
| 1986 | 80cc  | Gnani  | ESP -   | NAT - | GER -   | AUT -  | YUG -   | NED -   |       |         | GBR - |         | RSM DNQ | BWU -   |       |       | 0    | -    |
| 1988 | 80cc  | Gnani  |         |       | ESP Ret | EXP 7  | NAT 13  | GER 4   |       | NED 14  |       | YUG 16  |         |         |       | CZE 4 | 36   | 10.º |
| 1989 | 80cc  | Gnani  |         |       |         | SPA 10 | NAT 2   | GER 10  |       | YUG Ret |       |         |         |         |       | CZE 8 | 45   | 5.º  |
| 1990 | 125cc | Gnani  | JAP DNQ | SPA - | NAT DNQ | GER -  | AUT DNQ | YUG DNQ | NED - | BEL -   | FRA - | GBR DNQ | SUE DNQ | CHE -   | HUN - | AUS - | 0    | -    |
| 1991 | 125cc | Gnani  | JAP -   | AUS - | ESP -   | ITA -  | ALE -   | AUT -   | EUR - | NED DNQ | FRA - | GBR -   | RSM -   | CHE DNQ | LMA - | MAL - | 0    | -    |